# Gone (serie de televisión)
Gone es una serie de televisión de drama criminal creada por Matt Lopez y producida por NBCUniversal International Studios. Basada en la novela de Chelsea Cain One Kick, la serie gira en torno a Kit «Kick» Lannigan (Leven Rambin), una superviviente de un secuestro de niños, que es reclutada por el agente del FBI Frank Novak (Chris Noth) para un grupo de trabajo especial dedicado a la resolución de casos de personas desaparecidas, siendo coprotagonizada por Danny Pino como John Bishop, Andy Mientus como James Finley y Tracie Thoms como la agente del FBI Maya Kennedy.
A pesar de haber sido producida por TF1 en Francia y RTL Television en Alemania, la serie tuvo su estreno mundial en Australia en Universal Channel el 13 de noviembre de 2017.

## Sinopsis
Kit «Kick» Lannigan sobrevive a un secuestro de niños y es rescatada por el agente del FBI Frank Novak. Años después, una determinada Kick es entrenada en artes marciales y en uso de armas de fuego. Novak la convence de que se una a un grupo de trabajo especial que él creó y que se dedica a resolver secuestros y casos.

## Elenco

### Principal
- Leven Rambin como Kit «Kick» Lannigan:[4] Kick, un niña ex víctima de secuestro, fue «criada» por sus secuestradores durante cinco años hasta que Frank la encontró y la trajo a casa. Inicialmente tuvo problemas para hacer frente a este cambio en su vida hasta que Frank le sugirió que tomara clases de autodefensa para lidiar con su agresión, lo que la inspiró a cambiar legalmente su nombre a «Kick» para reflejar su crecimiento personal. Nunca ha asistido a la universidad, pero es propietaria de su propio centro de autodefensa y tiene un conocimiento profundo de la psicología de los secuestradores y de los abducidos de su pasado. Recientemente se enteró de que sus secuestradores formaban parte de una red todavía activa de traficantes de niños, lo que la obligó a confrontar a Mel Foster una vez más para encontrar más información sobre la antigua red.
- Chris Noth como el Agente de FBI Frank Novak:[1][5] El agente del FBI que rescató a Kick de sus secuestradores cuando era niña, ha mantenido una fuerte presencia en su vida después de que ella regresara con su familia, hasta el punto de que Kick se ha referido explícitamente a él como una figura paterna. Cuando recibió permiso para formar su actual grupo de trabajo, que viaja por todo el país en un avión personalizado para ocuparse de los casos de secuestro en todo el país, Novak reclutó a Kick, ya que reconoció el valor de su perspectiva única sobre los casos de secuestro. En «Secuestrado», se revela que tiene una hija separada a la que rara vez ve después de que su matrimonio se rompiera debido a su enfoque en su trabajo, y a Kick también le sorprende saber que tuvo una breve aventura con su madre después de ser rescatada.
- Danny Pino como John Bishop:[6] Un nuevo agente del FBI que ha servido anteriormente en el ejército; se reveló en «Tiger» que Bishop estuvo involucrado en el primer caso de secuestro de Novak, cuando fue testigo de cómo se llevaron a su hermano gemelo Mark cuando él y Mark tenían apenas seis años.
- Andy Mientus como James Finley:[7] Otra ex víctima de secuestro, James, era compañero de cuarto de Kick y un hacker informático entusiasta incluso antes de unirse al grupo de trabajo de Novak. Es gay y ha tenido un par de citas interrumpidas debido a su papel en el grupo de trabajo, pero claramente disfruta de la oportunidad de hacer una diferencia. En «Romans» revela que fue secuestrado cuando tenía catorce años después de que su padre le dijera que dejara la familia cuando saliera, y James no ha visto a nadie de su familia desde entonces hasta que su hermano y su madre lo contactaron para el funeral de su padre; este episodio también revela que su madre es sorda.
- Tracie Thoms como la Agente del FBI Maya Kennedy:[8] Una miembro del grupo de trabajo original del FBI de Novak, ella se quedó con Novak cuando él estableció el nuevo grupo de trabajo. Su padre era dueño de una tienda de reparación de automóviles y la llevó a acampar cuando era niña.

### Recurrente
- Kelly Rutherford como Paula Lannigan: La madre de Kick, que se ha creado una reputación como portavoz de las familias que se ocupan de casos similares, deja a Kick frustrada por el aliento conflictivo de su madre para superar su propio caso de secuestro mientras lo utiliza para financiar una carrera. En «Secuestrado» se reveló que tuvo un breve romance con Frank después de que éste rescatara a Kick.
- Jordan Bridges como Neil Pruitt: Un fotógrafo paparazzi que es invasivo en sus esfuerzos por tomar fotos de Kick.
- Christopher O'Shea como Noah: Una amigo de la infancia de Kick, y el único que no la trató de manera extraña cuando fue devuelta a su familia; los dos empezaron a salir después de que él se mudara a Pittsburgh.
- Lee Tergesen como Mel Foster: El secuestrador de Kick. Está fuertemente implícito que alguna vez fue el jefe de la red que secuestró a Kick y a otros niños, pero no hay evidencia concluyente que apoye esa teoría. Después de años de enviarle cartas que nunca abrió, Mel volvió a encontrarse con Kick cuando un caso la obligó a hablar con él debido a un posible vínculo con su antigua red, durante el cual él ‹defendió› sus secuestros como si se tratara de niños de padres que no se lo merecían.

## Episodios
| N.º | Título                         | Dirigido por  | Escrito por                      | Fecha de emisión original | Audiencia (millones) |
| --- | ------------------------------ | ------------- | -------------------------------- | ------------------------- | -------------------- |
| 1 | «Pilot» «Piloto»               | John Terlesky | Matt Lopez                       | 13 de noviembre de 2017   | 0.062                |
| Casi una década después de haber sido rescatada de sus secuestradores, Kit «Kick» Lannigan continúa luchando con sus sentimientos sobre un momento difícil de su vida. Cuando su rescatador, el agente del FBI Frank Novak, se acerca a ella para hablarle de un nuevo grupo de trabajo centrado en el secuestro que está formando, Kick se encuentra en una situación difícil cuando investiga un secuestro de niños aparentemente rutinario. |                                |               |                                  |                           |                      |
| 2 | «Ride» «Viaje»                 | John Terlesky | Matt Lopez                       | 20 de noviembre de 2017   | 0.040                |
| El equipo investiga una nueva aplicación local de reserva de viajes cuando las universitarias que usan la aplicación se pierden. Kick sospecha que el culpable es el desarrollador de aplicaciones Dylan Bender (Brendan Dooling), quien era sospechoso de agredir sexualmente a la estudiante Holly Greco (Conor Leslie) mientras estaba en la universidad, pero no se presentaron cargos. Sin embargo, el equipo se entera de que los secuestros fueron organizados por el prometido de Holly, Stephen (Jake Epstein) para atraer publicidad negativa hacia la aplicación y vengarse de Dylan. Después de que Kick y Bishop detuvieran a Stephen, Holly denuncia su asalto a la policía, lo que lleva a que Dylan sea arrestado y dañe la aplicación OPV. |                                |               |                                  |                           |                      |
| 3 | «Crystal» «Cristal»            | Thomas Carter | Meredith Averill                 | 27 de noviembre de 2017   | 0.045                |
| En el décimo aniversario del rescate de Kick, el equipo investiga cuando una mujer embarazada es secuestrada en la calle delante de su esposo, pero su investigación pronto revela que el esposo tiene secretos relacionados con el caso. |                                |               |                                  |                           |                      |
| 4 | «Tiger» «Tigre»                | Thomas Carter | Michael Brandon Guercio          | 4 de diciembre de 2017    | 0.034                |
| El secuestro de un padre y su hijo revela un complejo plan para robar un banco y llevar a cabo una redada en el transporte de una prisión; Kick aprende un secreto sobre el pasado de Bishop. |                                |               |                                  |                           |                      |
| 5 | «Savior» «Salvador»            | John Gray     | Barry O'Brien                    | 18 de diciembre de 2017   | 0.042                |
| El secuestro de un padre y su hijo revela un complejo plan para robar un banco y llevar a cabo una redada en el transporte de una prisión; Kick aprende un secreto sobre el pasado de Bishop. |                                |               |                                  |                           |                      |
| 6 | «Family Photo» «Foto familiar» | John Gray     | Pamela Davis                     | 11 de diciembre de 2017   | —                    |
| Sara Moreland, la hermana de la famosa estrella del pop, Sabrina Moreland, es secuestrada tras un concierto agotado en Nueva York, y la investigación pronto revela una serie de sospechosos. |                                |               |                                  |                           |                      |
| 7 | «Don't Go» «No te vallas»      | Jan Eliasberg | Melissa R. Byer y Treena Hancock | 8 de enero de 2018        | 0.037                |
| Cuando un hombre y su esposa son secuestrados mientras acampan, Kick se ve obligada a enfrentar un recuerdo difícil de su propia experiencia de secuestro mientras ella y Bishop buscan en el bosque. |                                |               |                                  |                           |                      |

## Lanzamiento

### Distribución
En Francia, la serie se estrenó en TF1, comenzando el 23 de enero de 2018 y terminando el 27 de febrero de 2018. En Alemania, la serie se emitió en VOX un día después de la emisión en Francia. En el Reino Unido, la serie se estrenó en Universal Channel el 19 de marzo de 2018. En Estados Unidos, la serie se emite en WGN America, que adquirió los derechos de la serie en junio de 2018, a principios de 2019. En España se estrenó el 1 de febrero de 2018 en Calle 13. En Latinoamérica se estrenó el 22 de julio de 2019 en la App de Fox Premium y en Fox Premium Series.